# La incoherencia de los filósofos
La incoherencia de los filósofos en español (nombre original en árabe: تهافت الفلاسفة Tahāfut al-Falāsifa) o es una de las obras más famosas del teólogo musulmán Al-Ghazâlî, escrito alrededor de 1093.

## Contenido
Ataca principalmente a los filósofos Avicena y Al-Farabi. El éxito del libro es un paso importante en el ascenso del sharismo dentro del pensamiento filosófico y teológico islámico.

### Herejías
Entre los veinte capítulos, Al-Ghazali acusa a tres de herejía y también de abandono de la fe en el Islam.
1. La teoría de un mundo -eterno. Al-Ghazali escribió que Dios creó el mundo a tiempo y al igual que todo en este mundo el tiempo dejará de existir también, pero Dios continuará existiendo.
2. Solo Dios conoce las características universales de los particulares, es decir, las formas platónicas.
3. La resurrección corporal no tendrá lugar en el más allá, solo las almas humanas son resucitadas.

### Crítica a la causalidad

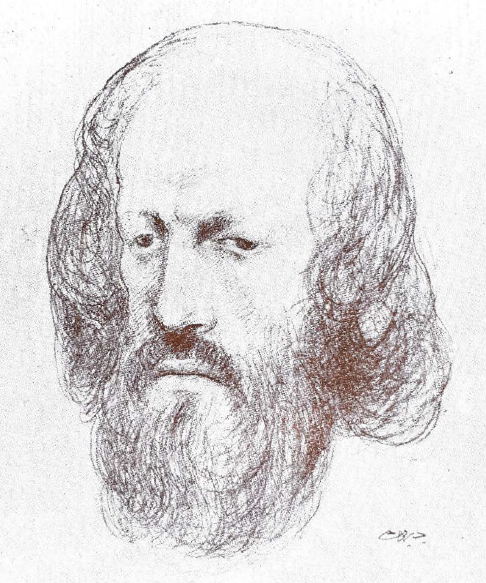
Al-Ghazali por Khalil Gibran

Al-Ghazālī proporciona la crítica más célebre de las explicaciones aristotélicas árabes de la causación. El primer y más influyente argumento de Al-Ghazālī contra sus filósofos opositores parece apuntar a la tesis de la necesidad de Avicena. Él escribe: 
La conexión entre lo que habitualmente se cree que es una causa y lo que habitualmente se cree que es un efecto no es necesaria, de acuerdo con nosotros. [...] Su conexión se debe al decreto anterior de Dios, que los crea uno al lado del otro, no a que sea necesario en sí mismo, incapaz de separación.
El problema de la inducción también desempeña un papel en los ataques a las explicaciones aristotélicas de la causalidad en la naturaleza. La filosofía natural aristotélica se basa en parte en la observación repetida en su atribución de poderes causales a los cuerpos naturales. Al-Ghazālī niega que los fenómenos naturales involucren conexiones necesarias, utilizando como ejemplo principal la quema del algodón cuando está en contacto con el fuego.
El que realiza la quema creando la negrura en el algodón, [causando] separación en sus partes, y haciéndolo ceniza o ceniza es Dios, ya sea a través de la mediación de Sus ángeles o sin mediación.
En apoyo de esta opinión, argumenta lo siguiente:
En cuanto al fuego, que es inanimado, no tiene acción. ¿Pero qué prueba hay de que es el agente [de la quema del algodón]? No tienen otra prueba que observar la ocurrencia de la quema en el momento de contacto con el fuego.

## Influencia
Tuvo una gran influencia en el misticismo y el sufismo en el Islam, pero también en los pensadores religiosos judíos como Judah Halevi y su Kuzari.
Al-Ghazali anticipo a la crítica a la causalidad necesaria del filósofo escocés David Hume siete siglos antes.

## Controversia
Averroes responde un siglo después a Tahafut al-falasifa por un trabajo titulado Incoherencia de la Inconsistencia (Tahafut al-Tahafut).